# 2265 Verbaandert
2265 Verbaandert (1950 DB) là một tiểu hành tinh vành đai chính được phát hiện ngày 17 tháng 2 năm 1950 bởi S. Arend ở Uccle.